# Pristarthria akbarella
Pristarthria akbarella är en fjärilsart som beskrevs av Émile Louis Ragonot 1888. Pristarthria akbarella ingår i släktet Pristarthria och familjen mott. Inga underarter finns listade i Catalogue of Life.